# آسک (هیرمند)
آسک، روستایی است از توابع بخش قرقری شهرستان هیرمند در استان سیستان و بلوچستان ایران.

## جمعیت
این روستا در دهستان قرقری قرار داشته و براساس آخرین سرشماری مرکز آمار ایران که در سال ۱۳۸۵ صورت گرفته‌است، جمعیت آن ۱۹۱نفر (۴۲خانوار) بوده‌است.